# Chung kết Giải vô địch bóng đá nữ thế giới 2007
Trận chung kết Giải vô địch bóng đá nữ thế giới 2007 là cuộc đấu giữa hai đội Đức và Brasil. Trận đấu diễn ra tại Sân vận động bóng đá Hồng Khẩu, Thượng Hải, Trung Quốc, vào ngày 23 tháng 11 năm 2007.

## Bối cảnh
Trận đấu là cuộc đối đầu giữa Đức, đương kim vô địch thê giới và Brasil, đội tuyển có lần đầu tiên vào tới chung kết World Cup. Đây là lần đầu tiên hai đội của Nam Mỹ và châu Âu thi đấu với nhau trong một trận chung kết World Cup. Đức không để lọt lưới bàn nào kể từ đầu giải trong khi Brasil là đội ghi nhiều bàn thắng thứ hai chỉ sau Đức. Với tiền đạo Marta trong đội hình, người đã có 7 bàn thắng, Brasil chính là đội có chiến thắng không tưởng với tỉ số 4–0 trước ứng cử viên vô địch Hoa Kỳ ở bán kết. Đây cũng được ví von là "trận tái đấu" của nền bóng đá Đức và Brasil sau cuộc đối đầu của đội tuyển nam của hai nước tại chung kết Giải bóng đá vô địch thế giới 2002.

## Đường tới chung kết
Đức có chiến thắng đậm nhất trong lịch sử các vòng chung kết World Cup nữ trước Argentina với tỉ số 11–0.
| Đội       | Điểm | Trận | T | H | B | BT | BB | HS  |
| --------- | ---- | ---- | - | - | - | -- | -- | --- |
| Đức       | 7    | 3    | 2 | 1 | 0 | 13 | 0  | +13 |
| Anh       | 5    | 3    | 1 | 2 | 0 | 8  | 3  | +5  |
| Nhật Bản  | 4    | 3    | 1 | 1 | 1 | 3  | 4  | −1  |
| Argentina | 0    | 3    | 0 | 0 | 3 | 1  | 18 | −17 |

| Đội         | Điểm | Trận | T | H | B | BT | BB | HS  |
| ----------- | ---- | ---- | - | - | - | -- | -- | --- |
| Brasil      | 9    | 3    | 3 | 0 | 0 | 10 | 0  | +10 |
| Trung Quốc  | 6    | 3    | 2 | 0 | 1 | 5  | 6  | −1  |
| Đan Mạch    | 3    | 3    | 1 | 0 | 2 | 4  | 4  | 0   |
| New Zealand | 0    | 3    | 0 | 0 | 3 | 0  | 9  | −9  |

## Chi tiết trận đấu
| Đức                     | 2–0      | Brasil |
| ----------------------- | -------- | ------ |
| Prinz 52' · Laudehr 86' | Chi tiết |        |

| Đức | Brasil |

| TM               | 1  | Nadine Angerer     |     |     |
| HV               | 2  | Kerstin Stegemann  |     |     |
| HV               | 5  | Annike Krahn       |     |     |
| HV               | 17 | Ariane Hingst      |     |     |
| HV               | 6  | Linda Bresonik     | 63' |     |
| TV               | 18 | Kerstin Garefrekes | 7'  |     |
| TV               | 14 | Simone Laudehr     |     |     |
| TV               | 10 | Renate Lingor      |     |     |
| TV               | 7  | Melanie Behringer  |     | 74' |
| TĐ               | 8  | Sandra Smisek      |     | 80' |
| TĐ               | 9  | Birgit Prinz (c)   |     |     |
| Thay người:      |    |                    |     |     |
| TĐ               | 16 | Martina Müller     |     | 74' |
| TV               | 19 | Fatmire Bajramaj   |     | 80' |
| Huấn luyện viên: |    |                    |     |     |
| Silvia Neid      |    |                    |     |     |

| TM               | 1  | Andréia      |     |     |
| HV               | 3  | Aline (c)    |     | 88' |
| HV               | 5  | Renata Costa |     |     |
| HV               | 4  | Tânia        |     | 81' |
| TV               | 2  | Elaine       |     |     |
| TV               | 8  | Formiga      |     |     |
| TV               | 20 | Ester        |     | 63' |
| TV               | 9  | Maycon       |     |     |
| TĐ               | 11 | Cristiane    |     |     |
| TĐ               | 7  | Daniela      | 59' |     |
| TĐ               | 10 | Marta        |     |     |
| Thay người:      |    |              |     |     |
| HV               | 6  | Rosana       |     | 63' |
| TV               | 18 | Pretinha     |     | 81' |
| TĐ               | 15 | Kátia        |     | 88' |
| Huấn luyện viên: |    |              |     |     |
| Jorge Barcellos  |    |              |     |     |

| - Trợ lý trọng tài: - Maria Isabel Tovar (México) - Rita Munoz (México) - Trọng tài thứ tư: Oiwa Mayumi (Nhật Bản) |